# Klaus Nygaard
Klaus Høyer Nygaard (* 30. Mai 1957 in Frederiksberg) ist ein dänischer Meeresbiologe.

## Leben
Klaus Nygaard ist der Sohn des Architekten Ib Nygaard († 2015) und der Reiseleiterin Birthe Høyer († 2018). Er ist seit dem 6. April 1996 mit der grönländischen Architektin Inge (Inngi) Bisgaard (* 1958), Tochter des Keramikers Tony Bisgaard († 1994) und der Näherin Anthonie Bisgaard († 2002), verheiratet.
Er schloss 1976 die Frederiksborg Statsskole in Hillerød ab. Anschließend begann er ein Biologiestudium an der Universität Kopenhagen. Er kam erstmals 1978 nach Grönland. Von 1982 bis 1984 war er Studentische Hilfskraft bei Grønlands Fiskeri- og Miljøundersøgelser („Grönlands Fischerei- und Umweltuntersuchungen“). 1984 schloss er das Studium mit einer Arbeit über Süßwasserbiologie ab. Anschließend wurde er wissenschaftlicher Assistent bei seinem bisherigen Arbeitgeber und beschäftigte sich mit Umweltfolgen von Wasserkraftwerken in Westgrönland und Ölförderung in Ostgrönland. 1986 wurde er Leiter des Fischereibiologielabors von Grønlands Fiskeriundersøgelser. 1993 wurde er zum Direktor befördert. Am 1. Januar 1995 wurde die Institution in das Pinngortitaleriffik, das grönländische Naturinstitut, umgewandelt. 2023 wurde er pensioniert.
1986 wurde er Mitglied einer der Arbeitsgruppen beim International Council for the Exploration of the Sea und der Nordwestatlantischen Fischereiorganisation. 1993 wurde er Mitglied der Kommission für wissenschaftliche Untersuchungen in Grönland und im selben Jahr Mitglied der Nordischen Arbeitsgruppe für Fischereiforschung. Von 1995 bis 1999 war er Mitglied der Nordischen Atlantikzusammenarbeit und anschließend bis 2004 der Nordischen Steuerungsgruppe für Fischerei und Umweltstrategie. 2009 wurde er Mitglied bei der Topforskningsinitiativet. Seit 2014 sitzt er im Aufsichtsrat der Sermitsiaq.AG. Er ist seit 2015 Vizevorsitzender des Forums für Arktische Forschung.
2019 erhielt Klaus Nygaard für seine Dienste am Pinngortitaleriffik die Rink-Medaille.